# Équipe cycliste Virginia's Blue Ridge-TWENTY28
L'équipe cycliste Virginia's Blue Ridge-TWENTY28 est une équipe cycliste féminine professionnelle américaine, créée en 2005, elle devient UCI de 2012 à 2013 puis perd son statut UCI pour l'année 2014 avant de le retrouver depuis 2015. Kristin Armstrong et Mara Abbott en ont notamment fait partie. Elle est dirigée par Nicola Cranmer.
Elle ne doit pas être confondue avec l'équipe masculine Exergy.

## Histoire
L'équipe est créée en 2005 sous le nom de ProMan Hit Squad et est basée en Californie. En 2010, l'équipe est renommée Peanut Butter & Co Twenty12. Kristin Armstrong, qui vient de prendre sa retraite, en est la dirigeante. Le Twenty12 met en relief le fait que l'équipe prépare ses coureuses pour les Jeux olympiques 2012. Exergy devient partenaire et est ajouté au nom entre 2012 et 2013. L'équipe devient également UCI en 2012. En 2013, l'équipe devient Twenty16, les Jeux olympiques de Londres étant passés.
En 2014, l'équipe redescend au niveau national et court principalement aux États-Unis. En 2015, l'équipe trouve un nouveau partenaire avec Sho-Air et remonte dans l'élite.

## Classements UCI
Ce tableau présente les places de l'équipe au classement de l'Union cycliste internationale en fin de saison, ainsi que la meilleure cycliste au classement individuel de chaque saison.
| Classement UCI | Classement UCI         | Classement UCI                              | Classement UCI |
| Année          | Classement par équipes | Meilleure coureuse au classement individuel |                |
| -------------- | ---------------------- | ------------------------------------------- | -------------- |
| 2012           | 11e                    | Kristin Armstrong (31e)                     |                |
| 2013           | 23e                    | Mara Abbott (50e)                           |                |
| 2015           | 17e                    | Lauren Komanski (67e)                       |                |
| 2016           | 16e                    | Kristin Armstrong (37e)                     |                |
| 2017           | 22e                    | Leah Thomas (52e)                           |                |
| 2018           | 32e                    | Marlies Mejías (134e)                       |                |
| 2019           | 23e                    | Chloé Dygert (23e)                          |                |
|                |                        |                                             |                |
| Source : UCI   |                        |                                             |                |

L'équipe a intégré la Coupe du monde en 2015. Le tableau ci-dessous présente les classements de l'équipe sur ce circuit, ainsi que sa meilleure coureuse au classement individuel.
| Coupe du monde | Coupe du monde         | Coupe du monde                              | Coupe du monde |
| Année          | Classement par équipes | Meilleure coureuse au classement individuel |                |
| -------------- | ---------------------- | ------------------------------------------- | -------------- |
| 2015           | 24e                    | Lauren Komanski (58e)                       |                |
|                |                        |                                             |                |
| Source : UCI   |                        |                                             |                |

En 2016, l'UCI World Tour féminin vient remplacer la Coupe du monde.
| UCI World Tour | UCI World Tour         | UCI World Tour                              | UCI World Tour |
| Année          | Classement par équipes | Meilleure coureuse au classement individuel |                |
| -------------- | ---------------------- | ------------------------------------------- | -------------- |
| 2016           | 15e                    | Kristin Armstrong (41e)                     |                |
| 2017           | 29e                    | Leah Thomas (94e)                           |                |
| 2018           | 31e                    | Jennifer Valente (134e)                     |                |
| 2019           | 27e                    | Emma Grant (102e)                           |                |
|                |                        |                                             |                |
| Source : UCI   |                        |                                             |                |

## Principales victoires

### Compétitions internationales
Les courses suivantes sont disputées en sélections nationales.
- Jeux olympiques : 2
  - Contre-la-montre : 2012 et 2016 (Kristin Armstrong)
- Championnats du monde sur route : 1
  - Contre-la-montre : 2019 (Chloe Dygert)
- Championnats du monde sur piste : 1
  - Poursuite par équipes : 2016 (Chloe Dygert)

### Championnats nationaux
Cyclisme sur route
- Championnats du Canada : 1
  - Contre-la-montre : 2016 (Annie Foreman-Mackey)
- Championnats des États-Unis : 3
  - Contre-la-montre : 2015 (Kristin Armstrong)
  - Course en ligne espoirs : 2013 (Kaitlin Antonneau)
  - Contre-la-montre espoirs : 2013 (Kaitlin Antonneau)

Cyclisme sur piste
- Championnats des États-Unis : 3
  - Poursuite par équipes : 2012 (Jacquelyn Crowell)
  - Course aux points : 2012 (Jacquelyn Crowell)
  - Scratch : 2013 (Jennifer Valente)

## Encadrement de l'équipe

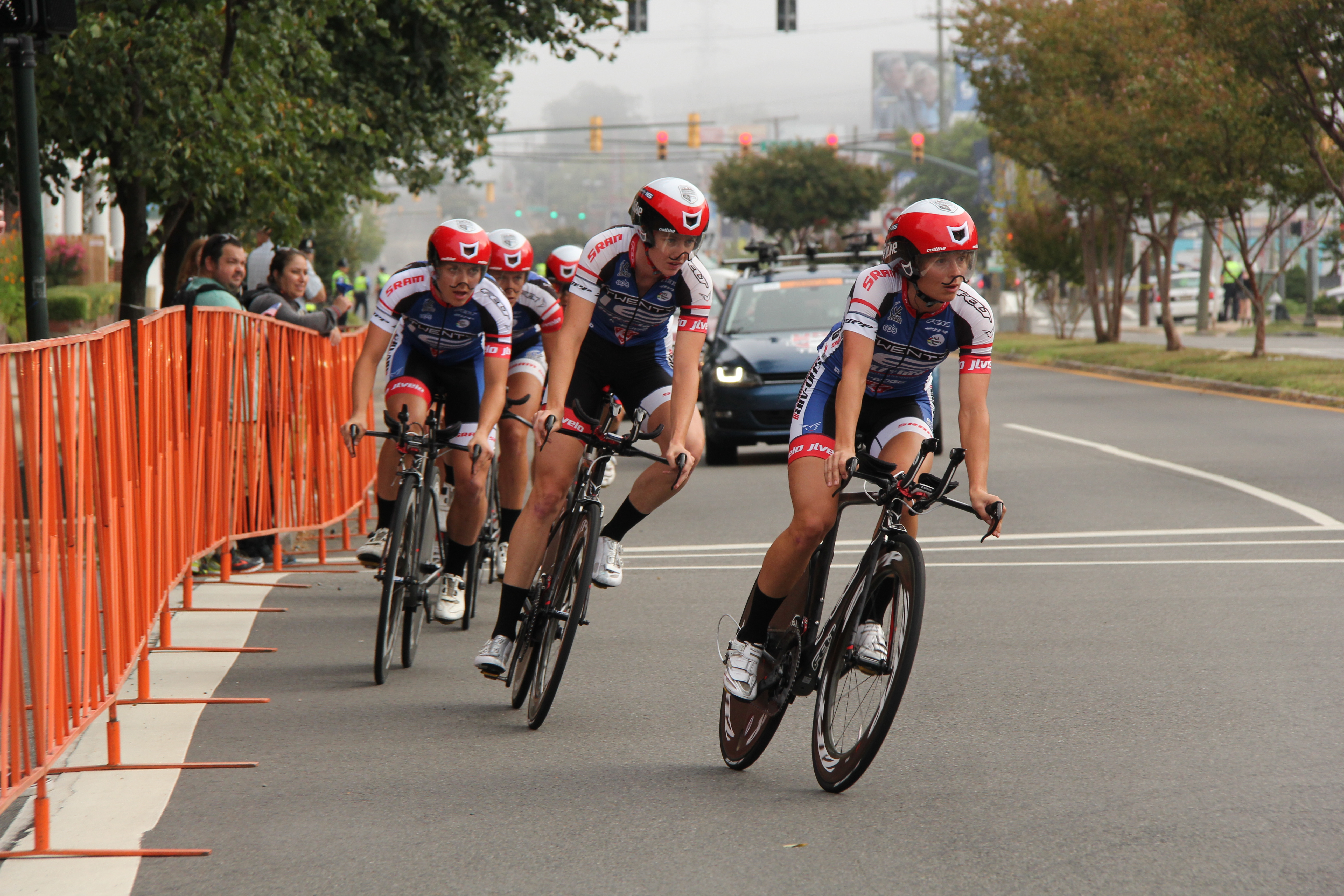
Twenty16 p/b Sho-Air lors du championnat du monde de contre-la-montre par équipes 2015

En 2012, 2013, 2015, 2016 et 2017, le directeur de l'équipe et son représentant auprès de l'UCI est Nicola Cranmer. En 2015, la manageuse sportive est Kristin Armstrong. Mari Holden est directrice sportive. Le mécanicien est James Stanfill, Julia Violich est directrice financière. Avery May est soigneur. Le médecin est Kristin Wingfield, tandis qu'Eric Freitag est préparateur mental. L'année suivante, Mari Holden reste directrice sportive, tandis qu'Adam Pulford devient directeur sportif adjoint. En 2017, seule Mari Holden est citée par l'UCI.
En 2010, Kristin Armstrong est la directrice sportive, Craig Upton est co-directeur sportif. Mike Tamayo est consultant. Le mécanicien est Tim Brennan. En 2012, Simon Cope est directeur sportif. L'année suivante, il est remplacé par Michael Engleman qui était en 2012 dans l'équipe Faren Honda. En 2014, Mari Holden renforce l'équipe, tout comme Kristin Armstrong qui passe de cycliste à l'encadrement. Le mécanicien de l'équipe est Vince Gee.

## Partenaires
Le partenaire principal est Sho-Air, une société spécialisée dans la gestion d'actifs et dans le transport. Le matériel est fourni par la marque Felt. Ridebiker est une association visant à promouvoir le cyclisme aux États-Unis.
En 2010, Peanuts & Co, une marque de beurre de cacahouètes, est partenaire du groupe. À l'époque Fuji Bikes, SRAM, Nature Made, ProMan, JL Racing, Clif Bar, Catlike et Northwave sont également partenaires. De 2012 à 2013, l'équipe est financée par le groupe d'énergie renouvelable Exergy.

## Sho-Air Twenty20 en 2021

### Arrivées et départs
| Arrivées | Équipe 2020 |
| -------- | ----------- |

| Départs      | Équipe 2021        |
| ------------ | ------------------ |
| Chloe Dygert | Canyon-SRAM Racing |

## Sho-Air Twenty20 en 2019

### Arrivées et départs
| Arrivées        | Équipe 2018             |
| --------------- | ----------------------- |
| Simone Boilard  | Néo-professionnelle     |
| Jennifer Luebke | Hagens Berman-Supermint |
| Melanie Wong    | Néo-professionnelle     |

| Départs            | Équipe 2019 |
| ------------------ | ----------- |
| Larissa Connors    | Amateur     |
| Marlies Mejías     | Amateur     |
| Danielle Morshead  | Amateur     |
| Georgia Simmerling | Amateur     |
| Jamie Whitmore     | Amateur     |

### Effectif
| Effectif 2019    | Effectif 2019     | Effectif 2019 | Effectif 2019                  |
| Cycliste         | Date de naissance | Pays          | Équipe précédente              |
| ---------------- | ----------------- | ------------- | ------------------------------ |
| Sofía Arreola    | 22 avril 1991     | Mexique       |                                |
| Simone Boilard   | 21 juillet 2000   | Canada        |                                |
| Erica Clevenger  | 30 avril 1994     | États-Unis    | Sho-Air Twenty20 (2019)        |
| Margot Clyne     | 27 février 1995   | États-Unis    | Sho-Air Twenty20 (2019)        |
| Allie Dragoo     | 17 décembre 1989  | États-Unis    | Cervélo Bigla (2017)           |
| Jasmin Duehring  | 8 juillet 1992    | Canada        | Sho-Air Twenty20 (2019)        |
| Chloé Dygert     | 1 janvier 1997    | États-Unis    | Sho-Air Twenty20 (2019)        |
| Jennifer Luebke  | 1 avril 1986      | États-Unis    | Hagens Berman-Supermint (2018) |
| Shayna Powless   | 8 janvier 1994    | États-Unis    | Sho-Air Twenty20 (2019)        |
| Stephanie Roorda | 3 décembre 1986   | Canada        | Sho-Air Twenty20 (2019)        |
| Jennifer Valente | 24 décembre 1994  | États-Unis    |                                |
| Melanie Wong     | 24 mai 1985       | États-Unis    |                                |
|                  |                   |               |                                |
| Source : UCI     |                   |               |                                |

note: Sofía Arreola

### Victoires
| Victoires | Victoires                                | Victoires   | Victoires | Victoires    | Victoires |
| Date      | Course                                   | Pays        | Classe    | Vainqueur    |           |
| --------- | ---------------------------------------- | ----------- | --------- | ------------ | --------- |
| 3 mai     | 3e étape du Tour of the Gila             | États-Unis  | 2.2       | Chloé Dygert |           |
| 4 mai     | 4e étape du Tour of the Gila             | États-Unis  | 2.2       | Chloé Dygert |           |
| 7 août    | Jeux panaméricains contre-la-montre      | Pérou       | CC        | Chloé Dygert |           |
| 22 août   | 1re étape, Colorado Classic              | États-Unis  | 2.1       | Chloé Dygert |           |
| 23 août   | 2e étape, Colorado Classic               | États-Unis  | 2.1       | Chloé Dygert |           |
| 24 août   | 3e étape, Colorado Classic               | États-Unis  | 2.1       | Chloé Dygert |           |
| 25 août   | Classement général, Colorado Classic     | États-Unis  | 2.1       | Chloé Dygert |           |
| 25 août   | 4e étape, Colorado Classic               | États-Unis  | 2.1       | Chloé Dygert |           |
| 24 sept.  | Championnat du monde du contre-la-montre | Royaume-Uni | CM        | Chloé Dygert |           |

### Classement mondial
| Classement UCI | Classement UCI     | Classement UCI | Classement UCI |
| Coureuse       | Coureuse           | Pays           | Points         |
| -------------- | ------------------ | -------------- | -------------- |
| 23e            | Chloé Dygert       | États-Unis     | 785 pts        |
| 276e           | Emma Grant         | Royaume-Uni    | 61 pts         |
| 312e           | Jasmin Duehring    | Canada         | 50 pts         |
| 437e           | Jennifer Luebke    | États-Unis     | 28 pts         |
| 525e           | Shayna Powless     | États-Unis     | 20 pts         |
| 607e           | Jennifer Valente   | États-Unis     | 15 pts         |
| 800e           | Georgia Simmerling | Canada         | 6 pts          |
| 844e           | Allie Dragoo       | États-Unis     | 5 pts          |